# کفر جره
کفر جره (به عربی: کفر جرة) یک منطقهٔ مسکونی در لبنان است که در شهرستان جزین واقع شده‌است. کفر جره ۱٫۰۷ کیلومتر مربع مساحت دارد ۲۹۰ متر بالاتر از سطح دریا واقع شده‌است.